# ゲオルギオス・セイタリディス
ゲオルギオス・セイタリディス（Georgios "Giourkas" Seitaridis, 1981年6月4日 - ）は、ギリシャ・アテネ出身の元同国代表サッカー選手。現役時代のポジションはディフェンダー（主に右サイドバック）。

## 経歴
スピードのあるドリブルを生かした後方からの攻め上がりを得意とし、攻撃面での貢献が大きい右サイドバック。かつては守備面に難が見られる部分もあったが、経験を積みセンターバックもこなすようになった。
2009年5月、所属していたアトレティコ・マドリードで、スタンド観戦を命じられた試合に現れず、当時のチームメイトだったマニシェとともに、アベル・レシーノ監督の怒りを買い、これがきっかけとなり、アトレティコを解雇された。
2009年9月11日、古巣パナシナイコスに復帰することになった。

## 所属クラブ
- PASヤニナFC 1998 - 2001
- パナシナイコスFC 2001 - 2004
- FCポルト 2004 - 2005
- FCディナモ・モスクワ 2005 - 2006
- アトレティコ・マドリード 2006 - 2009.5
- パナシナイコスFC 2009 - 2013

## 代表歴

### 出場大会
- ギリシャ代表
  - 2010 FIFAワールドカップ

### 試合数
- 国際Aマッチ 72試合 1得点（2002年-2010年）[1]

| ギリシャ代表 | 国際Aマッチ | 国際Aマッチ |
| 年           | 出場        | 得点        |
| ------------ | ----------- | ----------- |
| 2002         | 5           | 0           |
| 2003         | 9           | 0           |
| 2004         | 15          | 0           |
| 2005         | 11          | 0           |
| 2006         | 6           | 0           |
| 2007         | 7           | 1           |
| 2008         | 10          | 0           |
| 2009         | 4           | 0           |
| 2010         | 5           | 0           |
| 通算         | 72          | 1           |